# Sureda (bosc)

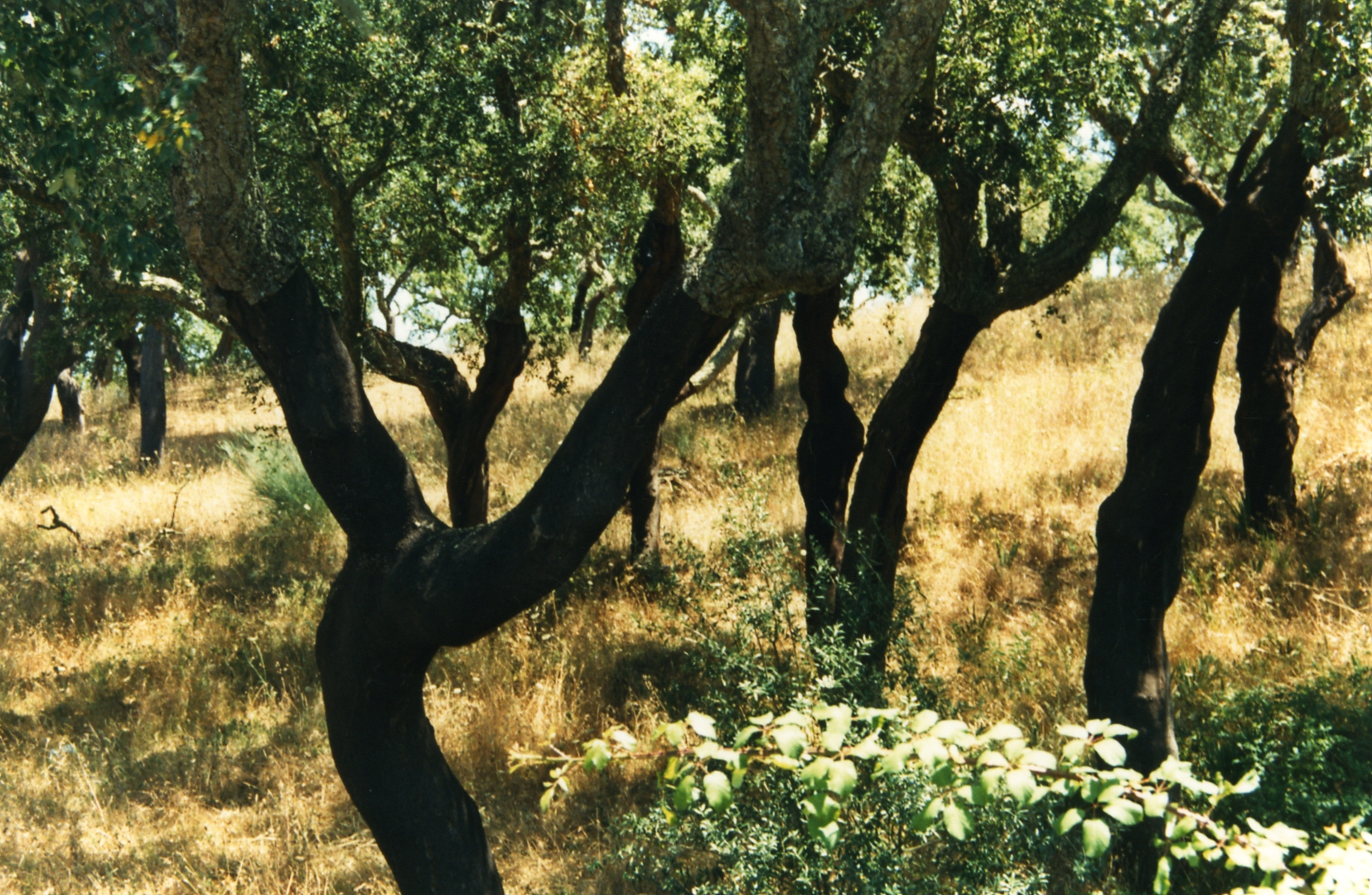
Imatge típica d'una sureda en explotació

La sureda (Viburno tini-Quercetum ilicis subas. suberetosum) és un bosc esclerofil·le en què l'estrat arbori és format majoritàriament per sureres (Quercus suber). Les capçades esparses de les sureres fan de la sureda un bosc obert, que ajudat per les estassades habitualment dutes a terme a l'estrat arbustiu, donen lloc a un sotabosc assimilable a les brolles, amb abundància de bruc boal, estepes, ginesta triflora i gatosa.
Les suredes creixen sobre sòls silicis o més o menys àcids i amb precipitacions força elevades pel context mediterrani. Atès que la surera és una espècie termòfila, no es troben suredes a les contrades on les gelades són freqüents. Es calcula que en tot el món hi ha entre dos milions i dos milions i mig d'hectàrees de sureda. La importància econòmica mundial que adquirí la indústria del suro ha provocat molts intents, poc reeixits, d'aclimatació d'alzines sureres en altres contrades.
Fitosociològicament forma part dels alzinars i, per tant, a l'aliança Quercion ilicis. Alguns autors no l'inclouen dins l'associació dels alzinars típics (Viburno tini-Quercetum ilicis), sinó en una associació diferenciada (Carici oedipostylae-Quercetum suberis).
- Espècies característiques: surera (Quercus suber), arboç (Arbutus unedo), lligabosc mediterrani (Lonicera implexa), fals aladern (Phillyrea latifolia), englantina (Rosa sempervirens), galzeran (Ruscus aculeatus), marfull (Viburnum tinus), Carex distachya, violeta de bosc (Viola alba ssp. dehnhardtii), falzia negra (Asplenium adiantum-nigrum ssp. onopteris), falguera aquilina (Pteridium aquilinum)
- Altres espècies abundants: Pi pinyer (Pinus pinea), alzina (Quercus ilex ssp. ilex), bruc boal (Erica arborea), ginesta triflora (Genista triflora), gatosa (Ulex parviflorus), rogeta (Rubia peregrina)

Al món hi ha vora 2.200.000 hectàrees de suredes, un 32,4% de les quals a Portugal i un 22,2% a Espanya. Als Països Catalans la seva distribució es limita doncs a les serres silícies del litoral: Penyagolosa, Maestrat, Ports de Beseit, Montnegre, Montseny, Gavarres, Alberes i puntualment a les planes que les envolten (la Selva, l'Empordà i el Rosselló).

## Història
Hom considera que les suredes assoliren el seu millor moment durant el terciari. Actualment pateixen una important recessió. A les causes d'origen natural (problemes de competència amb altres espècies...) s'hi suma l'acció de l'home.
La darrera gran amenaça de les suredes i dels altres boscos autòctons deriva de la necessitat de les empreses papereres d'obtenir primera matèria, fet que es concreta en el foment de les plantacions d'eucaliptus, molt més rendibles per als gestors forestals.